# Збірна Реюньйону з футболу
Збірна Реюньйону з футболу (фр. Sélection de la Réunion de football) — регіональна збірна, яка представляє французький заморський департамент та регіон Реюньйон на неофіційних міжнародних футбольних турнірах і в товариських матчах. Контролюється Федерацією футболу Реюньйону, яка є територіальним відділом Федерації Футболу Франції. Реюньйон не є членом ФІФА та є лише асоційованим членом КАФ, а тому не має права виступати на чемпіонатах світу або Кубках африканських націй. Однак, збірна Реюньйону зіграла досить значну кількість матчів, більшість з яких проти острівних держав Мадагаскару, Маврикію та Сейшельських островів.

## Історія
Історія виступів збірної Реюньйону розпочалася в 1947 році, з 1948 по 1978 роки збірна брала участь в кубку триангуляру, в цей період більшість своїх матчів команда проводить проти інших острівних збірних, таких як Мадагаскар, Маврикій та Сейшельські острови. Також деякі матчі з вище вказаними збірними були зіграні в рамках Ігор островів Індійського океану.
Організовані в грудні 2005 року, з останньою з вище вказаних збірних завершилися нічиєю 1:1 на Маврикію та поразкою з рахунком 1:2 відразу після поразки від цієї ж збірної вже вжома. У грудні 2006 року Реюньйон в товариському матчі приймає Майотту та перемагає її з рахунком 3:1.
У 2007 році «Клуб Р» зустрічається з Сейшельськими островами (поразка з рахунком 0:2), Маврикієм (нічия 1:1) та з Аленом Жирессом на чолі зі збірною Габону на олімпійському стадіоні «Пол-Жиль Бернар ді Сен-Пол». Реюньйонська збірна програла цей матч з рахунком 0:3, який відбувся в рамках підготовки до Ігор островів Індійського океану, які мали відбутися на Мадагаскарі в 2007 році.
На Іграх островів Індійському океану 2007 року, на Мадагаскарі, Реюньйон виграв турнір, перемігши у фіналі країну-господарку, Мадагаскар, щ рахунком 7:6 у серії післяматчевих пенальті, після того як основний та тодатковий час поєдинку завершилися з рахунком 0:0.
4 жовтня 2008 року збірна здобула Кубок л'Утре-Мер завдяки перемозі над Мартинікою (1:0, гол на рахунку Мамуду Діалло на 47-й хвилині поєдинку).
14 червня 2009 року збірна виграла Кубок Регіональної Ліги, перемігши з рахунком 2:1 Збірну Атлантичної Ліги завдяки голам Квентіна Боессо на 11-ій хвилині поєдинку та Еріка Фарро на 85-й хвилині матчу у складі Реюньйону.
У 2010 році «Клуб Р» розпочинає захист Кубку л'Утре-Мер, команда стартує з переконливої перемоги з рахунком 11:0 над Сен-П'єр і Мікелоном, другий матч з перемогою з рахунком 2:1 над Майоттою і завершує безпрограшний для себе груповий етап черговою перемогою над Гвіаною. Але у фіналі турніру поступається Мартиніці.
У травні 2011 року, щоб підготуватися до ігор на Сейшельських островах, збірна Реюньйону двічі проводить тренувальні збори, спочатку в рамках першого тренувального збору грають товариський поєдинок зі збірною Нової Каледонії в місті Нумеа, а також вирушають на ще один тренувальний збір у Рив'єрі, де зіграла проти місцевої команди та резервного складу Ніцци.
6 серпня 2011 року Реюньйон стартує на Іграх острів Індійського океану, які проходили на Сейшельських островах, з перемоги над Мадагаскаром з рахунком 2:1, у другому матчі «Клуб Р» перемагає Майотту з рахунком 2:0, і виходить до півфіналу турніру. У півфіналі турніру Реюньйон поступився господарям турніру, збірній Сейшельських островів, але у матчі за третє місце з рахунком 1:0 перемагає збірну Майотти та здобуває бронзові нагороди турніру.
15 вересня 2012 року збірна зіграла свій черговий поєдинок проти Маврикію, який завершився нічиєю 1:1. Цей матч був проведений в рамках підготовки до Кубку л'Утре-Мер. Реюньйон виграв того року Кубок л'Утре-Мер, перемігши у фіналі турніру Мартиніку.
31 липня 2015 року Жан-Мішель Фонтен став найкращим бомбардиром турніру з десятьма забитими м'ячами.
Ось деякі гравці, які грають реюньйонське походження та грають або у Франції або за кордоном: Гійом Оаро; Бенуа Тремулінас; Флорен Сінама-Понголь; Дімітрі Паєт; Крістоф Манданн; Лоран Куртуа; Семюел Супураєн; Фабріс Абрієль.

## Досягнення
- Ігри островів Індійського океану
  -  Володар (4): 1979, 1998, 2007, 2015
  -  Фіналіст (3): 1985, 1993, 2003
  - 3-тє місце (1): 2011

- Кубок ді л'Утре-Мер
  -  Володар (2): 2008, 2012
  -  Фіналіст (1): 2010

## Статистика виступів збірної

### Ігри островів Індійського океану
| Результати виступів у Кубку островів Індійського океану | Результати виступів у Кубку островів Індійського океану | Результати виступів у Кубку островів Індійського океану | Результати виступів у Кубку островів Індійського океану | Результати виступів у Кубку островів Індійського океану | Результати виступів у Кубку островів Індійського океану | Результати виступів у Кубку островів Індійського океану | Результати виступів у Кубку островів Індійського океану | Результати виступів у Кубку островів Індійського океану | Результати виступів у Кубку островів Індійського океану |
| Рік                                                     | Раунд                                                   | Місце                                                   | Іг                                                      | В                                                       | Н*                                                      | П                                                       | ЗМ                                                      | ПМ                                                      |                                                         |
| ------------------------------------------------------- | ------------------------------------------------------- | ------------------------------------------------------- | ------------------------------------------------------- | ------------------------------------------------------- | ------------------------------------------------------- | ------------------------------------------------------- | ------------------------------------------------------- | ------------------------------------------------------- | ------------------------------------------------------- |
| 1979                                                    | Чемпіон                                                 | 1-ше                                                    | 4                                                       | 4                                                       | 0                                                       | 0                                                       | 20                                                      | 2                                                       |                                                         |
| 1985                                                    | Фіналіст                                                | 2-ге                                                    | 3                                                       | 2                                                       | 1                                                       | 0                                                       | 14                                                      | 4                                                       |                                                         |
| 1990                                                    | Груповий етап                                           | 5-те                                                    | 2                                                       | 0                                                       | 1                                                       | 1                                                       | 0                                                       | 1                                                       |                                                         |
| 1993                                                    | Фіналіст                                                | 2-ге                                                    | 4                                                       | 3                                                       | 0                                                       | 1                                                       | 5                                                       | 1                                                       |                                                         |
| 1998                                                    | Чемпіон                                                 | 1-ше                                                    | 4                                                       | 3                                                       | 1                                                       | 0                                                       | 10                                                      | 3                                                       |                                                         |
| 2003                                                    | Фіналіст                                                | 2-ге                                                    | 4                                                       | 3                                                       | 0                                                       | 1                                                       | 7                                                       | 2                                                       |                                                         |
| 2007                                                    | Чемпіон                                                 | 1-ше                                                    | 4                                                       | 1                                                       | 3                                                       | 0                                                       | 2                                                       | 1                                                       |                                                         |
| 2011                                                    | Третє місце                                             | 3-тє                                                    | 4                                                       | 2                                                       | 0                                                       | 2                                                       | 4                                                       | 5                                                       |                                                         |
| 2015                                                    | Чемпіон                                                 | 1-ше                                                    | 4                                                       | 4                                                       | 0                                                       | 0                                                       | 8                                                       | 1                                                       |                                                         |
| Загалом                                                 | 9/9                                                     | 4 титули                                                | 33                                                      | 22                                                      | 6                                                       | 5                                                       | 70                                                      | 20                                                      |                                                         |

### Кубок ді л'Утре-Мер
| Результат виступів у Кубку ді л'Утре-Мер | Результат виступів у Кубку ді л'Утре-Мер | Результат виступів у Кубку ді л'Утре-Мер | Результат виступів у Кубку ді л'Утре-Мер | Результат виступів у Кубку ді л'Утре-Мер | Результат виступів у Кубку ді л'Утре-Мер | Результат виступів у Кубку ді л'Утре-Мер | Результат виступів у Кубку ді л'Утре-Мер | Результат виступів у Кубку ді л'Утре-Мер | Результат виступів у Кубку ді л'Утре-Мер |
| Рік                                      | Раунд                                    | Місце                                    | Іг                                       | В                                        | Н*                                       | П                                        | ЗМ                                       | ПМ                                       |                                          |
| ---------------------------------------- | ---------------------------------------- | ---------------------------------------- | ---------------------------------------- | ---------------------------------------- | ---------------------------------------- | ---------------------------------------- | ---------------------------------------- | ---------------------------------------- | ---------------------------------------- |
| 2008                                     | Чемпіонат                                | 1-ше                                     | 3                                        | 3                                        | 0                                        | 0                                        | 9                                        | 1                                        |                                          |
| 2010                                     | Фіналіст                                 | 2-ге                                     | 4                                        | 3                                        | 1                                        | 0                                        | 14                                       | 1                                        |                                          |
| 2012                                     | Чемпіон                                  | 1-ше                                     | 4                                        | 3                                        | 1                                        | 0                                        | 16                                       | 3                                        |                                          |
| Загалом                                  | 3/3                                      | 2 титули                                 | 11                                       | 9                                        | 2                                        | 0                                        | 39                                       | 5                                        |                                          |

### Кубок Триангуляр
| Результати виступів у Кубку Триангуляру | Результати виступів у Кубку Триангуляру | Результати виступів у Кубку Триангуляру | Результати виступів у Кубку Триангуляру | Результати виступів у Кубку Триангуляру | Результати виступів у Кубку Триангуляру | Результати виступів у Кубку Триангуляру | Результати виступів у Кубку Триангуляру | Результати виступів у Кубку Триангуляру | Результати виступів у Кубку Триангуляру |
| Рік                                     | Раунд                                   | Місце                                   | Іг                                      | В                                       | Н*                                      | П                                       | ЗМ                                      | ПМ                                      |                                         |
| --------------------------------------- | --------------------------------------- | --------------------------------------- | --------------------------------------- | --------------------------------------- | --------------------------------------- | --------------------------------------- | --------------------------------------- | --------------------------------------- | --------------------------------------- |
| 1947                                    | Третє місце                             | 3-тє                                    | 2                                       | 0                                       | 0                                       | 2                                       | 3                                       | 6                                       |                                         |
| 1948                                    | Третє місце                             | 3-тє                                    | 2                                       | 0                                       | 0                                       | 2                                       | 2                                       | 7                                       |                                         |
| 1949                                    | Третє місце                             | 3-тє                                    | 2                                       | 0                                       | 0                                       | 2                                       | 1                                       | 9                                       |                                         |
| 1950                                    | Фіналіст                                | 2-ге                                    | 2                                       | 1                                       | 0                                       | 1                                       | 5                                       | 17                                      |                                         |
| 1951                                    | Третє місце                             | 3-тє                                    | 2                                       | 0                                       | 0                                       | 2                                       | 3                                       | 13                                      |                                         |
| 1952                                    | Третє місце                             | 3-тє                                    | 2                                       | 0                                       | 0                                       | 2                                       | 0                                       | 7                                       |                                         |
| 1953                                    | Третє місце                             | 3-тє                                    | 2                                       | 0                                       | 0                                       | 2                                       | 8                                       | 15                                      |                                         |
| 1954                                    | Фіналіст                                | 2-ге                                    | 2                                       | 1                                       | 0                                       | 1                                       | 6                                       | 13                                      |                                         |
| 1955                                    | Третє місце                             | 3-тє                                    | 2                                       | 0                                       | 0                                       | 2                                       | 3                                       | 7                                       |                                         |
| 1956                                    | Третє місце                             | 3-тє                                    | 2                                       | 0                                       | 0                                       | 2                                       | 5                                       | 12                                      |                                         |
| 1957                                    | Фіналіст                                | 2-ге                                    | 2                                       | 1                                       | 0                                       | 1                                       | 1                                       | 1                                       |                                         |
| 1958                                    | Третє місце                             | 3-тє                                    | 2                                       | 0                                       | 0                                       | 2                                       | 1                                       | 5                                       |                                         |
| 1963                                    | Фіналіст                                | 2-ге                                    | 2                                       | 1                                       | 0                                       | 1                                       | 3                                       | 6                                       |                                         |
| Загалом                                 | 13/13                                   | 0 титулів                               | 26                                      | 4                                       | 0                                       | 22                                      | 41                                      | 118                                     |                                         |

## Результати міжнародних матчів
Останній матч: 7 травня 2011 року  Нова Каледонія 1:3  Реюньйон
| Суперник            | Іг. | В  | Н | П  | ЗМ | ПМ  |
| ------------------- | --- | -- | - | -- | -- | --- |
| Коморські острови   | 6   | 4  | 1 | 1  | 13 | 3   |
| Республіка Конго    | 2   | 1  | 0 | 1  | 3  | 5   |
| Французька гвіана   | 3   | 2  | 1 | 0  | 3  | 0   |
| Габон               | 1   | 0  | 0 | 1  | 0  | 3   |
| Гваделупа           | 2   | 1  | 0 | 1  | 3  | 3   |
| Кенія               | 3   | 0  | 0 | 3  | 2  | 7   |
| Мадагаскар          | 21  | 3  | 4 | 14 | 30 | 53  |
| Малаві              | 1   | 0  | 0 | 1  | 2  | 8   |
| Мальівські острови  | 2   | 2  | 0 | 0  | 18 | 0   |
| Мартиніка           | 2   | 1  | 1 | 0  | 1  | 0   |
| Маврикій            | 35  | 7  | 9 | 19 | 39 | 101 |
| Майотта             | 4   | 3  | 1 | 0  | 12 | 4   |
| Нова Каледонія      | 2   | 2  | 0 | 0  | 7  | 3   |
| Сен-П'єр і Мікелон  | 1   | 1  | 0 | 0  | 11 | 0   |
| Сейшельські острови | 15  | 12 | 1 | 2  | 30 | 10  |
| Танзанія            | 1   | 0  | 1 | 0  | 1  | 1   |
| Того                | 1   | 1  | 0 | 0  | 1  | 0   |
| Заїр                | 1   | 1  | 0 | 0  | 2  | 1   |
| Зімбабве            | 3   | 0  | 1 | 2  | 3  | 5   |

## Склад збірної
Наступні 20 гравців були запрошені взяти участь у матчах Ігор островів Індійського океану 2015 року.
Склад команди станом на 9 серпня 2015 року
| №  | Поз. | Гравець            | Дата народження (вік)       | Ігри | Голи | Клуб              |
| -- | ---- | ------------------ | --------------------------- | ---- | ---- | ----------------- |
| 1  | ВР   | Матьйо Пелопс      | 8 листопада 1986 (38 років) | 11   | 0    | Сен-Полоїс        |
| 16 | ВР   | Мікаель Горнден    | 3 березня 1989 (36 років)   | 2    | 0    | АС Ексельсьйор    |
|    |      |                    |                             |      |      |                   |
| 24 | ЗХ   | Йоан Булард        | 11 вересня 1987 (37 років)  | 13   | 0    | СДЕФА             |
| 8  | ЗХ   | Мікаель Дюбарель   | 2 вересня 1990 (34 роки)    | 1    | 0    | ЮС Сен-Марьєнн    |
| 12 | ЗХ   | Гаель Паєт         | 10 лютого 1984 (41 рік)     | 27   | 2    | АС Ексельсьйор    |
| 33 | ЗХ   | Вілліам Мунуссамі  | 12 квітня 1981 (43 роки)    | 27   | 1    | СС Сен-Люсьєнн    |
| 17 | ЗХ   | Жої Дамур          | 26 січня 1990 (35 років)    | 27   | 2    | АС Ексельсьйор    |
| 66 | ЗХ   | Бертранд Бадор     | 16 квітня 1987 (37 років)   | 13   | 0    | СС Сен-Люсьєнн    |
| 18 | ЗХ   | Йоан Гуїчард       | 9 вересня 1986 (38 років)   | 4    | 0    | ФК «Сен-Деніс»    |
| 47 | ЗХ   | Алі Джамалі        | 10 червня 1988 (36 років)   | 7    | 0    | ФК «Сен-П'єрройс» |
|    |      |                    |                             |      |      |                   |
| 15 | ПЗ   | Адрієн Баур        | 20 травня 1988 (36 років)   | 2    | 0    | ФК «Сен-П'єрройс» |
| 14 | ПЗ   | Андже Вардарен     | 9 квітня 1994 (30 років)    | 2    | 0    | Сен-Полоїс        |
| 15 | ПЗ   | Себастьєн К'Біді   | 18 травня 1990 (34 роки)    | 11   | 0    | СДЕФА             |
| 18 | ПЗ   | Фарід Хазім        | 19 червня 1986 (38 років)   | 3    | 0    | АС Ексельсьйор    |
| 20 | ПЗ   | Александр Ларекурт | 24 лютого 1993 (32 роки)    | 3    | 1    | ФК «Сен-П'єрройс» |
| 10 | ПЗ   | Выльсон Гроссет    | 5 жовтня 1981 (43 роки)     | 3    | 0    | ФК «Сен-П'єрройс» |
|    |      |                    |                             |      |      |                   |
| 13 | НП   | Квентен Боессо     | 18 січня 1986 (39 років)    | 7    | 4    | ФК «Сен-Деніс»    |
| 14 | НП   | Сванн              | 15 вересня 1998 (26 років)  | 7    | 16   | ФК «Сен-П'єрройс» |
| 14 | НП   | Жан-Мішель Фонтейн | 28 серпня 1988 (36 років)   | 18   | 12   | ФК «Сен-П'єрройс» |
| 21 | НП   | Адрієн Лекомте     | 15 червня 1992 (32 роки)    | 2    | 0    | ФК «Сен-П'єрройс» |
| 9  | НП   | Менрік Татель      | 31 липня 1992 (32 роки)     | 0    | 0    | Сен-Полоїс        |

## Адміністративний та тренерський штаб
- Головний тренер: Жан-П'єр Баде
- Помічник головного тренера: Фред Бачелор
- Голова служби охорони: Клод Баррабе
- Головний стюард: Патрік Гастрен
- Адміністратор: Марк Вірамуту